# Crăiești (okręg Bacău)
Crăiești – wieś w Rumunii, w okręgu Bacău, w gminie Stănișești. W 2011 roku liczyła 577 mieszkańców.